# Guldhale (sommerfugl)
Guldhalen (Thecla betulae) er en sommerfugl i blåfuglefamilien. Den er udbredt i dele af Europa og gennem tempereret Asien til Stillehavskysten i lyse skove, parker, skovbryn og krat. I Danmark kan den specielt ses ved kratområder med dens foderplante slåen. Mere specifikt i Nordsjælland, Østjylland og Sydfyn.

## Udseende
Hunnen er den mest markante med et vingefang på cirka 4 centimeter og en dyborange underside med spinkle hvide linjer på begge vingepar. Oversiden er sortbrun, og forvingerne er hos hunnen med et fremtrædende orange bånd. Der findes desuden en orange tegning på bagvingehalen. Hannen er uden orange bånd på forvingeoversiden.

## Foderplanter
Larven lever på slåen, mirabel og andre arter af slægten Prunus.

## Trusler
Guldhale er meget modtagelig over for pesticidanvendelse, og sommerfuglen ses derfor ikke i områder som er blevet sprøjtet.